# (21357) Davidying
(21357) Davidying (1997 FJ4) – planetoida z grupy pasa głównego asteroid okrążająca Słońce w ciągu 4,88 lat w średniej odległości 2,88 j.a. Odkryta 31 marca 1997 roku.